# Liste d'associations d'aide aux migrants en Suisse
La liste d'associations d'aide aux migrants en Suisse inclut les principales organisations non gouvernementales actives dans l'aide aux migrants en Suisse, spécifiquement ou parmi des prestations plus générales.
Le Secrétariat d'État aux migrations (SEM) habilite par ailleurs des bureaux juridiques disponibles pour des conseils gratuits pour les requérants d'asile en procédure étendue.

## Bases juridiques
La loi du 26 juin 1998 sur l'asile (état au 1er janvier 2021) définit plusieurs procédures. Une procédure accélérée est engagée dès le dépôt de la demande d'asile. Quand elle n'aboutit pas à une décision dans les délais, une procédure étendue prend le relais conformément aux articles 102 et 103. Le Conseil fédéral est compétent pour l'agrément des bureaux de conseil juridique.

## Organisations actives au niveau fédéral
| Nom                                                                 | Information / culture | Aide juridique | Cours de langues / interprétation | Divers |
| ------------------------------------------------------------------- | --------------------- | -------------- | --------------------------------- | --- |
| Caritas Suisse                                                      | +                     | Bureau agréé   |                                   | Formations |
| Centre suisse pour la défense des droits des migrants               | +                     | +              |                                   | Recours internationaux, jurisprudence, études                                                                               |
| Coordination contre l'exclusion et la xénophobie (StopEX)           | +                     |                |                                   | Référendum, campagnes, manifestations                                                                                       |
| Croix-Rouge suisse                                                  | +                     |                | +                                 | Formations, aide humanitaire                                                                                                |
| Entraide protestante suisse (EPER)                                  | +                     | Bureau agréé   |                                   | Projets d'intégration |
| Observatoire romand du droit d'asile et des étrangers (ODAE romand) | +                     |                |                                   | Études de cas, rapports exposition                                                                                          |
| Organisation suisse d'aide aux réfugiés (OSAR)                      | +                     | +              |                                   | Faîtière d'associations, mandats fédéraux pour la formation des observateurs et l'organisation de l'accueil des Ukrainiens, |
| Vivre ensemble                                                      | +                     |                |                                   | Périodique |

## Organisations actives au niveau cantonal
| Nom                      | Cantons                      | Accueil / information | Aide juridique       | Cours de langues / interprétation | Divers                        |
| ------------------------ | ---------------------------- | --------------------- | -------------------- | --------------------------------- | ----------------------------- |
| Asile LGBT,              | Genève                       | +                     |                      |                                   | Santé                         |
| Camarada,                | Genève                       | +                     |                      | +                                 |                               |
| Centre social protestant | Genève, Neuchâtel-Berne-Jura | +                     | Permanence juridique |                                   | Permanence sociale, vestiaire |
| Croix-Rouge genevoise    | Genève                       | +                     |                      | Interprètes communautaires        |                               |
| Elisa-Asile              | Genève                       | +                     | Permanence juridique |                                   |                               |

## Organisations suisses actives au niveau international
L'OSAR collabore avec le SEM et le Haut Commissariat des Nations unies pour les réfugiés (HCR) dans le cadre des consultations annuelles tripartites sur la réinstallation.